# Liparis catharus
Espèce
Liparis catharus est une espèce de poissons de la famille des Liparidae (poissons communément appelés « limaces de mer »).

## Publication originale
- (en) Kenneth D. Vogt, « New Distributional Records and Description of a New Species of Liparid from Alaska », Biological papers of the University of Alaska, Anchorage, vol. 1973, no 13,‎ 1973, p. 22-27.